# Pięcioprocentowcy
Pięcioprocentowcy lub Naród Bogów i Ziem (ang. The Nation of Gods and Earths) – synkretyczny ruch religio-społeczny, zapoczątkowany w Harlemie w Nowym Jorku przez Clarence’a Smitha, lepiej znanego pod pseudonimem Clarence 13X, określanego przez jego studentów jako Allah (arabskie imię Boga) lub Ojciec. Ruch „rozgniewał” ówczesnych polityków i przywódców religijnych, którzy postrzegali pięcioprocentowców jako odłam Narodu Islamu, który według tradycyjnych muzułmanów był postrzegany jako heretycki. Początkowo 5% Nation był również uważany za gang. Naród Bogów i Matek Ziem uważał, że „Prawdziwy Czarny Człowiek” (ang. Original Blackman) jest Bogiem, a „Prawdziwa Czarna Kobieta” (ang. Original Blackwoman) jest Ziemią.

## Nauczanie

### Podstawy
Członkowie Narodu Bogów i Ziem postrzegają siebie jako Boga (zarówno indywidualnie, jak i zbiorowo) i odnoszą się do siebie jako do „naukowców”, co ma oznaczać dowody na ich teorie i wiarę. Uważają, że człowiek to Allah, czyli Arm Leg Leg Arm Head (Ramię-Noga-Noga-Ramię-Głowa), co znaczy, że w każdym człowieku żyje Bóg, lub nazwa Islam, czyli I Self Lord And Master (Ja Sam Panem I Mistrzem).

Schematyczny rysunek przedstawiający człowieka
Arm Leg Leg Arm Head

Podstawową zasadą nauczania jest jej recytacja, rozumienie i zastosowanie w życiu codziennym poprzez korzystanie z „Najwyższej Matematyki” (ang. Supreme Mathematics) i „Najwyższego Alfabetu” (ang. Supreme Alphabet) opracowanych przez Clarence’a 13X, a także 120 Lekcji (ang. 120 Lessons), czasami określanych jako stopnie lub „Najwyższa Mądrość” (ang. Supreme Wisdom), opracowanych przez Wallace'a Farda Muhammada i Elijah Muhammada.

### Pochodzenie nazwy „pięcioprocentowcy”
Nazwa pięcioprocentowcy pochodzi z założenia, że świat podzielony jest na trzy grupy.

#### Grupa pierwsza – 85%
Według Narodu Bogów i Ziem do pierwszej grupy zalicza się 85% populacji świata, które żyje w „potrójnym Stanie Ciemności” (ang. Triple Stage of Darkness), czyli są ślepi, głusi i niemi (ang. Dumb, Deaf and Blind), a co za tym idzie doświadczają „Śmierci Umysłowej” (ang. Mental Death), czyli są materialistami, odrzucają duchowość, wierzą w Tajemniczego Boga, który nie istnieje, bądź są ateistami. Ten sposób myślenia ma wiele wspólnego z buddyzmem.

#### Grupa druga – 10%
Grupa stanowiąca 10% to ludzie, którzy znają prawdę, mają władzę nad masami i próbują wmówić im istnienie Tajemniczego Boga, którego tak naprawdę nie ma. Często są postrzegani jako chrześcijanie i kaznodzieje.

#### Grupa trzecia – 5%
To ludzie oświeceni, znający prawdę, chcący nauczać ludzi z grupy pierwszej (85%) i pokazać, że prawdziwy i jedyny Bóg żyje w nich samych.

### Uniwersalny język

#### Najwyższa Matematyka (Supreme Mathematics)
Najwyższa Matematyka polega na przypisaniu do każdej cyfry odpowiedniego słowa. Każda cyfra oznacza jeden z problemów ludzkości.
| # | Znaczenie        | Po polsku          | Opis |
| - | ---------------- | ------------------ | --- |
| 1 | Knowledge        | Wiedza             | Jest gromadzeniem faktów przez obserwację i dlatego trzeba ją traktować z poszanowaniem, bo bez wiedzy człowiek nie może być oświecony.                                                    |
| 2 | Wisdom           | Mądrość            | Mądrość to Woda, bo mądrość buduje życie każdego człowieka; oznacza również „Prawdziwą Czarna Kobietę”, ponieważ to ona kontynuuje życie na Ziemi.                                         |
| 3 | Understanding    | Zrozumienie        | Jest tym, co pokazuje i udowadnia, jest uzupełnieniem Wiedzy i Mądrości. Najwyższą formą zrozumienia jest miłość, więź między kobietą i mężczyzną.                                         |
| 4 | Culture/Freedom  | Kultura/Wolność    | Kultura jest jedyną drogą życia, jest pojęciem własnego języka (Mądrości) i wolności. Kulturą „prawdziwego Czarnego Człowieka” jest Islam (Wolność, Sprawiedliwość i Równość).             |
| 5 | Power/Refinement | Moc/Udoskonalanie  | Moc jest potrzebna do energii twórczej i do szerzenia prawdy o Allahu, który żyje w nas samych. Udoskonalać należy się do perfekcji.                                                       |
| 6 | Equality         | Równość            | Równość jest stanem postępowania ze wszystkimi stworzeniami na równi. Równość to osiągnięcie prawdy o Bogu jako nas samych.                                                                |
| 7 | God              | Bóg                | Allah jest Bogiem, Bogiem jest każdy czarnoskóry mężczyzna, Bogiem wszystkich światów (Słońca, Księżyca i Gwiazd) — mężczyzna jest Słońcem, kobieta jest Księżycem, a dzieci są gwiazdami. |
| 8 | Build or Destroy | Zbuduj lub Zniszcz | Aby coś zbudować, należy udoskonalić siebie, zbudować więź z Allahem w sobie, tym samym zniszczyć w sobie negatywność.                                                                     |
| 9 | Born             | Narodzenie         | Jest początkiem wszystkiego, bez narodzin nie ma Boga i Wiedzy. |
| 0 | Cipher           | Cyfra/Zero         | 0 jest liczbą doskonałą, w całości to 360° — wiedza (120°), mądrość (120°) i zrozumienie (120°).                                                                                           |

#### Najwyższy Alfabet (Supreme Alphabet)
W Najwyższym Alfabecie każda litera to inne słowo.
| Litera | Znaczenie           | Po polsku                                                          |
| ------ | ------------------- | ------------------------------------------------------------------ |
| A      | Allah               | Bóg                                                                |
| B      | Be or Born          | Być lub Urodzony                                                   |
| C      | Cee                 | Widzieć                                                            |
| D      | Devine              | Boski                                                              |
| E      | Equality            | Równość                                                            |
| F      | Father              | Ojciec                                                             |
| G      | God                 | Bóg                                                                |
| H      | He or Her           | On lub Ona                                                         |
| I      | I                   | Ja                                                                 |
| J      | Justice             | Sprawiedliwość                                                     |
| K      | King or Kingdom     | Król lub Królestwo                                                 |
| L      | Love, Hell or Right | Miłość, Piekło lub Prawy                                           |
| M      | Master              | Mistrz                                                             |
| N      | Now or Nation       | Teraz lub Naród                                                    |
| O      | Cipher              | Cyfra/Zero                                                         |
| P      | Power               | Moc                                                                |
| Q      | Queen               | Królowa                                                            |
| R      | Ruler               | Władca                                                             |
| S      | Self or Savior      | Jaźń lub Zbawiciel                                                 |
| T      | Truth               | Prawda                                                             |
| U      | You or Universe     | Ty lub Wszechświat                                                 |
| V      | Victory             | Zwycięstwo                                                         |
| W      | Wisdom              | Mądrość                                                            |
| X      | Unknown             | Niewiadomy                                                         |
| Y      | Why                 | Dlaczego                                                           |
| Z      | Zig-Zag-Zig         | Zyg-Zag-Zyg (Mądrość, Wiedza i Zrozumienie, lub po prostu 1, 2, 3) |

## Wpływ i interakcja

### Szkoły
Pięcioprocentowcy swoją siedzibę mają na Harlemie w Nowym Jorku — Allah School in Mecca, wcześniej znana pod nazwą Street Academy, założona została w 1966 roku przez National Urban League, a dzięki pomocy burmistrza Nowego Jorku Johna Lindsaya i jego asystenta Barry'ego Gottehrera, Urban League i Clarence 13X musieli płacić za prowadzenie działalności tylko jednego dolara dziennie. Szkoła znajduje się pod adresem 2122 7th Avenue, co jest uważane za szczęście, ponieważ, według „Najwyższej Matematyki”, liczba 7 oznacza Boga, a po dodaniu pierwszych czterech cyfr adresu otrzymamy liczbę 7 (2+1+2+2=7). Pierwsze lekcje w szkole rozpoczęły się w roku 1966. Do szkoły uczęszczało 30 uczniów, a cała szkoła liczyła kilku nauczycieli i trzech ulicznych pracowników. W szkole uczono się matematyki, angielskiego i samoobrony. W roku 1969 doszło do konfliktu między Urban League a „Ojcem”, dwa miesiące później Clarence 13X został zabity na Harlemie w Nowym Jorku.
Druga szkoła, Allah School in Medina, znajduje się na Brooklynie.

### Konflikty
Rozłam między „Ojcem” a Nation of Islam doprowadził do licznych starć i zamieszek. Zabójstwo Clarence’a 13X w 1969 roku do tej pory nie zostało rozwiązane; wielu oskarża FBI i New York City Police Department za nieścisłości w śledztwie. Zabójstwo było ciosem dla ruchu, ale zgodnie z ostatnią wolą „Ojca” najmłodsi uczniowie muszą kontynuować jego dzieło. Rolę lidera przejął dobry przyjaciel „Ojca”. W następnych latach pięcioprocentowcy byli różnie traktowani, niektórzy traktowali ich jako ludzi szerzących swoją wiarę i przekonania, a inni jako sektę. Po zamordowaniu Martina Luthera Kinga przez J. E. Raya duża część czarnej społeczności w Ameryce wszczęła zamieszki na ulicach dużych miast, w tym i Nowego Jorku, w trakcie których pięcioprocentowcy poczyniali starania, by uspokoić sytuację.

### Kultura hip-hop
We wczesnych latach 80. w USA pięcioprocentowcy zaczęli się utożsamiać z kulturą hip-hopu. Szybkie rozprzestrzenianie zawdzięcza się Najwyższej Matematyce i Najwyższemu Alfabetowi, które były zasadami życia dla wielu Czarnych z biednych gett. Jedną z największych grup, która rozpowszechniła pięcioprocentowców, jest Wu-Tang Clan.
W 2005 roku amerykański raper Lord Jamar wydał album, The 5% Album, poświęcony w całości pięcioprocentowcom.